# Open de Nice Côte d'Azur 2011
Open de Nice Côte d'Azur 2011 — тенісний турнір, що проходив на ґрунтових кортах у місті Ніцца, Франція з 16 травня. Належав до категорії ATP World Tour 250.

## Фінальна частина

### Одиночний розряд
Ніколас Альмагро —  Віктор Генеску 6–7(5–7), 6–3, 6–3

### Парний розряд
Ерік Буторак /  Жан-Жульєн Роєр —  Сантьяго Гонсалес /  Давід Марреро 6–3, 6–4